# Coppa Intercontinentale 2004 (calcio)
La Coppa Intercontinentale 2004 (denominata anche Toyota Cup 2004) è stata la quarantatreesima e ultima edizione del trofeo riservato alle squadre vincitrici della UEFA Champions League e della Coppa Libertadores. Fu vinta dal Porto, al suo secondo titolo di campione del mondo.

## Avvenimenti
La Coppa Intercontinentale 2004, vinta dal Porto dopo aver prevalso sui colombiani dell'Once Caldas ai tiri di rigore, fu anche l'ultima edizione del trofeo organizzato dalla CONMEBOL e dalla UEFA: a partire dall'anno successivo la manifestazione fu infatti abolita per via dell'istitituzione, da parte della FIFA, della Coppa del Mondo per club, trofeo riservato alle squadre vincitrici delle massime competizioni continentali organizzate dalle sei confederazioni appartenenti alla FIFA.
Nel 2017 la FIFA ha poi equiparato i titoli della Coppa del mondo per club e della Coppa Intercontinentale, riconoscendo a posteriori anche i vincitori dell'Intercontinentale come detentori del titolo ufficiale di "campione del mondo FIFA", inizialmente attribuito soltanto ai vincitori della Coppa del mondo per club.

## Tabellino
| Arbitro: | Jorge Larrionda |

| |                      | |
| Diego Carlos Alberto Quaresma Maniche McCarthy Costinha Jorge Costa Ricardo Costa Pedro Emanuel | Tiri di rigore 8 – 7 | Vanegas Alcázar Rojas de Nigris Fabbro Velásquez Díaz Cataño García |
| · 102’ Vítor Baía 99 · J. Costa 2 · Emanuel 3 · R. Costa 4 · Seitaridis 22 · Costinha 6 · Maniche 18 · 120’ Diego 16 · 70’ Derlei 11 · McCarthy 77 · 78’ Luís Fabiano 9 · A disposizione: · 102’ Nuno 13 · 78’ Quaresma 10 · 70’ Carlos Alberto 19 | Formazioni           | · 1 Henao · 24 Vanegas · 2 Rojas · 6 Cambindo 46’ · 22 García · 5 Velásquez · 3 Viáfara · 14 Arango 61’ · 16 Soto 99’ · 10 Fabbro · 11 de Nigris · A disposizione: · 13 Cataño 46’ · 10 Díaz 61’ · 19 Alcázar 99’ |
| Víctor Fernández | Allenatori           | Luis Fernando Montoya |

| Porto | Once Caldas |